# Hideki Todaka
Hideki Todaka (戸高 秀樹, Todaka Hideki) est un boxeur japonais né le 16 mars 1973 à Miyazaki.

## Carrière
Passé professionnel en 1994, il devient champion du monde des poids super-mouches WBA le 31 juillet 1999 après sa victoire aux points contre Jesús Rojas lors de leur second combat (le premier s'étant soldé par un match nul). Todaka bat ensuite Akihiko Nago et Yokthai Sithoar puis perd par KO au 7e round contre Leo Gamez le 9 octobre 2000. Il met un terme à sa carrière en 2004 sur un bilan de 21 victoires, 4 défaites et 1 match nul.